# 羅密歐的藍天
《羅密歐的藍天》為日本動畫公司製作的世界名作劇場系列第21部的動畫作品。改編自德國作家麗莎·泰茲納的作品《黑色兄弟》（Die Schwarzen Brüder）。自1995年1月15日播至同年1995年12月17日，全33集。

## 故事
- 19世紀後半葉的1875年，在瑞士的一個小村子，索諾紐村裡的住著一位11歲少年羅密歐。在生活和平的羅密歐一家，某天在村子裡出現人口販子，這位人口販子是被稱為死神的安東尼奧‧路易尼，他用他的魔爪襲擊了這個村子。把羅密歐家的玉米田給燒毀，羅密歐的父親羅伯特，還是很堅決的拒絕要把羅密歐販賣給他，然而他不久終於病倒了。在那之後羅密歐為了叫醫生救父親，決心把自己賣給死神路易尼，並和他簽下契約。之後，羅密歐就作為煙囪清潔工，開始了向米蘭的道路出發。
- 在旅途中羅密歐遇到同樣是為了成為煙囪清潔工，而向米蘭出發的少年阿爾弗雷德。到達米蘭後羅密歐暫時與阿魯弗雷德分開，作為煙囪清潔工每天很辛苦的持續生活著，在與阿魯弗雷德重逢後，兩個人成為了好朋友。並且也招募了其他被賣到米蘭的煙囪清潔工，為了對抗不良少年喬凡尼所率領的狼團，在阿魯弗雷德的領導下，結成了「黑色兄弟」這個聯盟。

## 登場人物與配音員陣容

### 黑色兄弟
羅密歐
配音員：折笠愛/台：馮友薇（華視）、李明幸（TVBS-G）/(港)吳小藝(亞視)
故事的主角。開朗又天真無邪的11歲少年。出身於瑞士的索諾紐村。由於要救患了眼病的父親，他把自己賣給了死神安東尼奧‧路易尼，作為煙囪清潔工向米蘭出發。他在馬契羅師傅的手下工作，但是師母愛達與兒子安賽摩（安傑魯）卻讓他吃足了苦頭，有一次差點被當成小偷的莫須有的罪名，有了被警察追的困境。之後因為炸彈事件的事情，他救了署長，還有馬契羅因為安潔麗塔的證言，證明了他的清白。之後，再次與阿魯弗雷德重逢，並招集所有煙囪清潔工的少年，組成「黑色兄弟」這個同盟。阿魯弗雷德死後，他成為第2代的首領。10年後與阿魯弗雷德的妹妹碧安卡結婚，並成為一位老師。在原作中羅密歐的全名是喬治歐‧伯納斯柯尼，但動畫到底是不是姓「伯納斯柯尼」就不知道了，順便一提，羅密歐在最終話學生的黑板上寫下了【Giorgio】(喬治歐)這個名字，在這裡說不定「羅密歐」是「喬治歐」的愛稱也不一定。
阿爾弗雷德‧馬丁尼（阿魯弗雷特•瑪魯提尼）
配音員：藤田淑子/台：于正昌（華視）、陶敏嫻（TVBS-G）/(港)黃玉娟(亞視)
馬丁尼家的長子。羅密歐在前往米蘭的途中遇見的12歲少年。在米蘭作為煙囪清潔工被師傅買去後，之後在聖巴比拉教堂與羅密歐再次見面。平時白天喜好讀書，有著才智與教養還有勇敢。有身為領導者的統帥力，也有打架的實力，不過他不喜歡需要爭奪的事情。令人意外的是他不會游泳。是羅密歐的摯友，而羅密歐以他為榜樣，開始向他學習，但他其實也認為自己在許多方面比不上羅密歐。大家都推他為「黑色兄弟」第1代的首領，被卡賽拉教授憑斷為「是被神關愛的少年」。他在米蘭被席特隆師傅狠狠的任意使喚，因為這個原因才讓他染上肺結核的。由於染上肺結核的關係，最後在聖巴比拉教堂羅密歐的看守下死去。他是馬丁尼（瑪魯提尼）子爵的遺孤，由於被叔叔陷害而被奪走爵位、成為煙囪清潔工。他在「黑色兄弟」的合力幫助下，總算沉冤得雪。
在原作中阿爾弗雷德的全名是阿爾弗雷德‧柯西尼。
碧安卡‧馬丁尼（比安卡•瑪魯提尼）
配音員：岡村明美/台：林美秀（TVBS-G）
阿魯弗雷德的妹妹。非常重視她哥哥阿魯弗雷德的事情，總是會阿魯弗雷德沒看到自己而感到抱歉。是個寂寞又善良的人，多少有些剛強的個性。對哥哥是非常尊敬的，之後漸漸的對哥哥非常信賴的羅密歐感到興趣。被叔叔嬸嬸陷害殺害父母的莫須有的罪名，與哥哥一起逃走。之後為了欺騙追蹤著眼目而剪了長髮。在阿爾弗雷德成為煙囪清潔工而踏上米蘭的旅程的時候，將她託付給某個農夫，結果被叔叔嬸嬸發現了，抓到後被他們軟禁起來。之後在羅密歐與黑色兄弟們協助之下與阿爾弗雷德一起救出她，後來與哥哥一起到義大利國王的面前證明的真相。她與哥哥阿魯弗雷德一樣是馬丁尼（瑪魯提尼）子爵的遺孤。順便一提，被救出後她馬上就受到成員們的熱烈歡迎。之後住在卡賽拉教授的家做看護的工作。後來她與成為老師的羅密歐結婚，生下一個金髮兒子。為了紀念哥哥，也取名為阿魯弗雷德。
在原作中碧安卡的全名是碧安卡‧柯西尼。
但丁（丹特）
配音員：柊美冬/台：郭馨雅（TVBS-G）
前往米蘭的途中，在洛卡諾城鎮與羅密歐相遇。獵人的兒子。與羅密歐一樣是被路易尼買了。最初他看上去有點壞，不過其實是個心地善良的人。平頭與帶著大一點的帽子。稱呼自己為但丁大人和被戲弄等等，有點稍微粗魯的地方。
米凱爾（米開魯）
配音員：石川寬美/台：陶敏嫻（TVBS-G）
在黑色兄弟中最年少的一位。是個善良軟懦又是個愛哭鬼，在裡面容易被當成拖油瓶一般對待的少年。總是被狼團的人當成目標。被羅密歐當成像親弟弟一般的疼愛。會做母親的做的事情，擅長裁縫。
安東尼奧配音員：高乃麗/台：李明幸（TVBS-G）
原本弟弟在米蘭當煙囪清潔工而工作著，但是因為飢餓和寒冷而死。自己打算要嘗試著逃走，結果他來米蘭作煙囪清潔工。
奧古斯特
配音員：岡野浩介/(台)賀宇傑(TVBS-G)
在成員中體格最好的一位。
貝納里沃
配音員：岩永哲哉/(台)林谷珍(TVBS-G)
住在吉勒巴小鎮上。睡相很差。
巴多羅
配音員：田野惠/(台)林美秀(TVBS-G)
比羅密歐早做煙囪清潔工而來到米蘭工作的少年之一。
朱利安諾
配音員：大塚瑞惠
比羅密歐早做煙囪清潔工而來到米蘭工作的少年之一。
安利柯
配音員：丸尾知子/(台)林美秀(TVBS-G)
在成員中表現不太明顯。
保里諾
配音員：田野惠/(台)郭馨雅(TVBS-G)
比羅密歐早做煙囪清潔工而來到米蘭工作的少年之一。

### 狼團
喬凡尼（喬邦尼）
配音員：檜山修之/(台)何志威(華視);賀宇傑(TVBS-G)
米蘭城鎮的不良組織，狼團的首領。在打架方面很強，也很有謀略。父親是生病去世的，被奶奶所栽培。個性粗暴，不過有著絕不欠別人友情的一面。視阿爾弗雷德為他的對手，一心想和他一較高下可是都未能達成。不過最後他認可了羅密歐與阿爾弗雷德的實力。和黑色兄弟聯手，幫助阿爾弗雷德謁見國王，揭穿了叔叔的陰謀，最終回和羅密歐立下「狼團今後將與黑色兄弟締結同盟」的約定，這「化敵為友」的一幕是羅密歐的天空中的經典場面。
妮琪塔（妮基塔）
配音員：石津彩/(台)郭馨雅(TVBS-G)(港)曾秀清(亞視)
在狼團中屬於比較男性化個性的少女。她很討厭別人把她當作女人一樣。令人意外的有著男人好勝的一面，也有很寂寞的一面。對阿爾弗雷德一見鍾情，只不過阿爾弗雷德自始自終都沒有給她答覆。在報社工作會識字。當阿爾弗雷德對他說「在頭髮上打扮著花會很適合妳呢！」這樣的話，最終回照著阿爾弗雷德的話在頭髮上插花，並在他的墳前告訴他。在羅密歐要離開米蘭後，他希望她能夠守護阿爾弗雷德的墓，妮琪塔她也答應了。
李納爾多
配音員：中原茂/(台)李明幸(TVBS-G)
狼團的成員。綽號：「紅髮李納爾多」。是稍微有點酷的帥哥。臉有一半被長髮遮起來的可愛美少年。身體動作敏捷。母親是妓女，沒有見過父親。
塔奇歐尼
配音員：太田真一郎/(台)林谷珍(TVBS-G)
狼團裡個頭最大的男子漢。視羅密歐為他的敵人，與羅密歐一對一決鬥的對手。手臂力道很強，但是因為搞卑鄙的事情，而讓喬凡尼承受了很不好的事情。綽號：「鬥牛」。跟羅密歐對決的時候違背了只用「空手決鬥」的規則，並亮出小刀來，結果喬凡尼因為他違反規則而終止輸了。當阿爾弗雷德要謁見國王的時候，他一下子就把莫里齊奧的保鏢給打倒了，顯示他相當的活躍。個性很急，很容易就簡單的中了陷阱。
里歐
配音員：丸尾知子/(台)陶敏嫻(TVBS-G)
狼團的成員。綽號：「小老鼠里歐」。身材嬌小有個雀斑的少年。要領都做的很好。常常與福斯蒂諾一起行動比較多。
福斯蒂諾
配音員：鯨/(台)林谷珍(TVBS-G)
狼團的成員。是個很胖的少年。運動神經很遲鈍，轉投時也是，但是他的人品是很好的又很溫厚。是當舖出身的孩子應該是比較富裕的家庭的第二個男孩子，但是因為資質不夠而被家族拋棄了。

### 米蘭的居民
馬契羅‧羅西(馬魯茄洛‧羅西)
配音員：安西正弘(孩子時期：松井摩味)/(台)林谷珍(TVBS-G)
在米蘭以85里拉買下並雇用羅密歐的清理煙囪的師傅。喜歡喝酒，又很怕家裡妻子。在一個因緣下他成為安潔麗塔的養父。對老婆愛達拍馬屁，對於兒子安賽摩的謊言的事很囫圇吞棗，當初把羅密歐盯得很緊。在警局爆破的恐怖事件，由於羅密歐救了他，就為羅密歐證明他的清白，爾後他就對羅密歐的態度變的很好了。由於這個名字在義大利很常見，與偷蘋果的「馬契羅」是不同的人。
愛達‧羅西
配音員：羽鳥靖子/(台)陶敏嫻(TVBS-G)
馬契羅的妻子。體型相當肥滿的中年女性(與原作的體型有所差異)，是個相當精打細算的家庭主婦。馬契羅總是要拍她馬屁。十分溺愛安賽摩與安潔麗塔，對安潔麗塔與其說是溺愛，不如說是有錢能使鬼推墨，很喜歡使喚著羅密歐，讓他感到相當辛苦，最終回的時候一邊說著憎恨的話，一邊流下痛心的眼淚。
安賽摩‧羅西(安傑魯)
配音員：柏倉務/(台)賀宇傑（TVBS-G）
馬契羅與愛達的親生兒子。個性和愛達較類似，非常陰險卑鄙，曾經出入不良組織狼團裡。喜歡在父母的面前撒謊，有事沒事就找羅密歐麻煩。說謊並自稱有伯爵家的血統，並在狼團裡出入著，不過被發現就結束關係了，在背地裡說著夥伴的壞話，之後被坦白了(原作是羅密歐不經意的說出口，動畫中則是安潔麗塔的信透露了祕密)，受到制裁而被趕出去。在最終話對羅密歐的對抗意識萌生了。有著很卑鄙的個性，小時後對安潔麗塔很好，也有參加阿爾弗雷德的葬禮。
安潔麗塔‧蒙特巴尼
配音員：川村萬梨阿/(台)王中璇(華視);林美秀(TVBS-G)
羅西師傅(馬契羅)從她奶奶伊莎貝拉‧蒙特巴尼伯爵夫人那裡託付的養女。成為了安賽摩的義妹。由於身體虛弱住在閣樓裡，平常是個很難發現她存在的秘密。是一個心地善良的少女，對於沒有東西吃的羅密歐，為了他提供了食物，對羅密歐來說是他的天使，和羅密歐關係非常的要好。在黑色兄弟的幫助下讓她與奶奶伊莎貝拉見面了，之後到巴黎去療養。故事到中間時，她被認為是故事中的女主角，結局的時候沒有再登場(原作中她是羅西師傅的親生女兒Nicoletta，7歲的時候被送到修道院去，後來因為生病所以回家休養)。
美美‧羅西
配音員：麻生美代子/(台)郭馨雅(TVBS-G)
馬契羅的母親。有好一陣子沒有來兒子的家。是個豪爽威嚴又和善的老婆婆，她狠狠的教訓愛達與安賽摩。馬契羅在她的面前抬不起頭來。非常討厭拐彎抹角的事情，對於孫子安賽摩的狡猾個性她一眼就看穿了，非常疼愛羅密歐，她覺得他就像馬契羅年少時期的時候一樣。
巴尼奧
配音員：佐藤浩之
引導美美的人。
安利柯
配音員：坂口哲夫
買煙囪清潔工的師傅。
塔妮亞
配音員：中友子
羅密歐第一次工作的主婦。
瑪黛拉
配音員：吳林卓美
住在羅西家對面的坦率夫人。總是喜歡嘲笑馬契羅。
唐娜黛拉
配音員：巴菁子
住在附近的主婦。
艾密里歐
配音員：鹽屋浩三
米蘭酒店的老闆。在他經營的酒店裡與死神買來的孩子進行交易。
卡賽拉
配音員：有本欽隆/(台)賀宇傑(TVBS-G)
住在米蘭的大學教授。發現了羅密歐與阿爾魯弗雷德的才能。是個非常親切的人，當他拜訪羅密歐在清掃煙囪的時候，送給他圖畫書，並教導羅密歐讀書識字等等方面的許多知識。而阿魯弗雷德向他借書。他對於阿爾弗雷德的素質與天賦感到相當欽佩，他感覺有這種資質的人並不多。也有做醫生方面的知識，也惦記著阿魯弗雷德的健康狀況。之後也照顧著從叔叔家逃出來的碧安卡。
琵雅
配音員：中村尚子/(台)林美秀(TVBS-G)
卡賽拉教授的女傭。和主人一樣非常親切。
莫雷蒂
配音員：峰惠研
米蘭警局的署長。在爆破的恐怖事件時，羅西師傅與和羅密歐在一起的地方被救了以得九死一生。是很好的理解者，由於這一件事情在羅西師傅的證言裡確定了羅密歐的清白，署長把羅密歐無罪釋放。
馬傑歐
配音員：西村知道
但丁的師傅。和但丁一樣是很會輕舉妄動的好人。馬契羅對他說安潔麗塔的秘密時，要他不要說出去，結果還是對羅密歐他們說了。
席特隆(希多隆)
配音員：佐藤正治
用86里拉買下阿魯弗雷德的師傅。非常狠心，把阿魯弗雷德到卡賽拉教授的家裡借的書丟到壁爐裡。雖然表面上是師傅，但是他只愛喝酒又不做工作，任意驅使著阿魯弗雷德，不管他的死活，這就是造成阿魯弗雷德後來會死的原因之一。
伊布
配音員：辻親八
強盜團的首領。被警察逮捕後想企圖逃走。
法蘭柯
配音員：鹽屋浩三
為了幫助被警察所逮捕的首領，是個打算要爆破警察署的現行犯。而且差一點羅密歐就被他給殺了。
卡蜜拉
配音員：弘中久美子/(台)林美秀(TVBS-G)
法蘭柯的夥伴，是個女強盜。
李奧
配音員：家中宏
追著羅密歐的警察。
泰奧 (得歐爺爺)
配音員：丸山詠二/(台)林谷珍(TVBS-G)
搬到羅西家對面來操縱人偶的老人。是個很和善的人，安潔麗塔很關心他。因為他兒子不想繼承他的衣缽，就與兒子李昂斷絕父子關係，騙孫女娜娜說她爸爸已經死了。
娜娜
配音員：鈴木砂織/(台)陶敏嫻(TVBS-G)
泰奧的孫女。
李昂(雷恩)
配音員：小野健一/(台)賀宇傑(TVBS-G)
泰奧的兒子，娜娜的父親。為了生病的女兒想要成為一位醫生，而離開了人偶劇團，在卡賽拉教授的依靠下，成為了很了不起的醫生。
克莉絲汀娜
配音員：佐藤愛
決定要出20里拉為羅密歐遠離掃除與修理等事的夫人。是個很親切的阿姨。
里多
配音員：星野充昭
在米蘭的城鎮上，街邊商品的老闆。從西班牙買來的高價商品被米凱爾弄破了，作為等價交換他奪取了米凱爾重要的瑪莉亞的項鍊。
小丑
配音員：新田三士郎
馬戲團的小丑。

### 索諾紐村的居民
瑪莉亞
配音員：沼波輝枝/(台)李明幸
羅密歐的奶奶。依然老當益壯，是個充滿精神的和善女性。
潔西卡
配音員：藤井佳代子/(台)陶敏嫻第19集(TVBS-G)
羅密歐的母親。前夫(羅密歐的親生父親)在戰爭中死亡，在羅密歐2歲的時候與羅伯特再婚。是個嚴格又和善的女性。
在原作中潔西卡的全名是安娜‧伯納斯柯尼。
羅伯特
配音員：大林龍之介
羅密歐的繼父。把羅密歐當成自己親生兒子般一漾疼愛。他斷然的堅決拒絕路易尼所提出的條件。在路易尼引起火災的原因後，他患了眼病。
卡洛
配音員：嶋方淳子/(台)林美秀(TVBS-G)
羅密歐的同母異父的雙胞胎兄弟之一。羅伯特與潔西卡所生的孩子。
皮耶特羅
配音員：南杏子
羅密歐的同母異父的雙胞胎兄弟之一。羅伯特與潔西卡所生的孩子。
安妮塔（愛妮塔）
配音員：丹下櫻/(台)林美秀(TVBS-G)
羅密歐的青梅竹馬。個性非常頑強。和羅密歐要求接吻等天真浪漫約定將來的事情，不過到了最終話的時候，她也沒有再次出現過。
麗莎
配音員：遠藤晴
安妮塔的奶奶。她知道羅伯特不是羅密歐的親生父親的事情。
吉娜
配音員：吳林卓美
安妮塔的母親。
狄諾
配音員：坂口哲夫
安妮塔的哥哥。
馬里歐
配音員：柳瀨洋美
安妮塔的弟弟。
史卡拉
配音員：西村知道
索諾紐村裡經營雜貨店兼任酒店的老爹。當村人們對於支付感到困苦的時候以帳賣商品，索取相當的嚴厲。
安維里諾
配音員：鯨
史卡拉的兒子。比羅密歐年長，體格也比較壯碩。參加了敢爬樹的勇者。
貝波
配音員：峰惠研
索諾紐村的村人。常與羅伯特說話。
索尼
配音員：川津泰彥
索諾紐村的村人。
奇諾
配音員：高戶靖廣
索諾紐村的村人。安妮塔的哥哥。
馬可
配音員：岩永哲哉
參加敢爬樹的勇者的小孩之一。
卡尼奧
配音員：丸尾知子
參加敢爬樹的勇者的小孩之一。
神父
配音員：名取幸政
索諾紐村教堂的神父。在村子裡是唯一識字的人。名字不詳。

### 其他重要人物
伊莎貝拉‧蒙特巴尼
配音員：山口奈奈(孩子時期：根谷美智子/(台)陶敏嫻(TVBS-G))
安潔麗塔的奶奶，亦是伯爵夫人。由於為了要維持蒙特巴尼家的名譽，因此她不能容許與平民的女性結婚的兒子死後留下的孩子安潔麗塔，因此就把自己的孫女安潔麗塔託付給准許進入這家裡的羅西師傅。她的態度冷淡又威嚴的個性，因而被獲得「冰冷的伯爵夫人」的稱號。由於羅密歐他們的合作，總算讓安潔麗塔成功的與她會面了，不久安潔麗塔她就前往法國巴黎去靜養。之後阿魯弗雷德與羅密歐他們要謁見國王的時候與她再次見面，並協助了他們。
艾齊歐‧蒙特巴尼
配音員：石塚運昇
伊莎貝拉的父親，伊莎貝拉母親愛蓮娜死後再婚，現已亡故。
愛蓮娜‧蒙特巴尼
伊莎貝拉的母親，在生下伊莎貝拉後就死了。
阿道夫‧蒙特巴尼
配音員：森川智之(孩子時期：中山真奈美)
伊莎貝拉的兒子。安潔麗塔的父親。對於與不是貴族出身的喬凡娜結婚，伊莎貝拉非常的反對，然而他卻帶著喬凡娜一起離開蒙特巴尼家，在安潔麗塔出生後沒多久他就英年早逝了。
喬凡娜‧蒙特巴尼
配音員：中山真奈美
安潔麗塔的母親。因為不是貴族出身而是在貧窮環境中成長的，她被伊莎貝拉反對與阿道夫結婚。在生下安潔麗塔不久後就病死了。
邱比歐
配音員：澤木郁也
擔任蒙特巴尼伯爵家的管家。
薩維里歐
配音員：新田三士郎
伊莎貝拉的親戚。覬覦著蒙特巴尼家的財產，打算對伊莎貝拉阿諛奉承。
馬蒂里歐
配音員：志賀克也
伊莎貝拉的親戚。覬覦著蒙特巴尼家的財產，打算對伊莎貝拉阿諛奉承。
義大利國王
配音員：寶龜克壽/(台)賀宇傑(TVBS-G)
在前往米蘭的晚宴時，看穿了叔叔莫里齊奧的陰謀與還以自己清白的阿魯弗雷德的勳章，是以前父亡所賜給馬丁尼家的真品，叔叔的是假的，莫里齊奧與葛萊琪拉隨即被逮捕，阿魯弗雷德恢復了自身的名譽，總算沉冤得雪了。
這位義大利國王，以他父王在下個繼承人和時間來推測，他應該就是維多里歐‧艾曼紐勒二世沒有錯。
卡洛‧阿爾伯圖
配音員：茶風林
國王(維多里歐‧艾曼紐勒二世)的父王。授予馬丁尼子爵(維多里歐)勳章的當代國王。
維多里歐‧馬丁尼
配音員：岸野一彦
阿魯弗雷德與碧安卡的父親。在戰地裡幫助義大利的國王的父親的事情而得到勳章，一直以來成為馬丁尼家的傳家之寶。是個非常和善的父親，但是他卻被弟弟莫里齊奧給殺了。
派翠琪亞‧馬丁尼
配音員：高木早苗
阿魯弗雷德與碧安卡的母親。也很和善但是常常生病。她與維多里歐一起被莫里齊奧給殺了。
莫里齊奧‧馬丁尼
配音員：中多和宏/(台)林谷珍(TVBS-G)
阿魯弗雷德與碧安卡的叔叔。很嫉妒皮特里歐獨自擁有馬丁尼家的財產。被妻子葛萊齊拉唆使，打算獨占馬丁尼家的財產，在皮埃蒙特的家縱火殺害了阿魯弗雷德父母的罪魁禍首。黑色兄弟與狼團的協助下，在國王的面前證明了阿魯弗雷德的清白，偽造的勳章被發現了，接著所做的卑劣事物在太陽底下曝露了出來，與妻子一起被逮捕了。
葛萊琪拉‧馬丁尼
配音員：澤海陽子/(台)郭馨雅(TVBS-G)
阿魯弗雷德與碧安卡的嬸嬸，莫里齊奧的妻子。打算獨佔馬丁尼家的財產與丈夫一起秘密的計畫著，將阿魯弗雷德的父母親都害死了。並且還抓碧安卡當人質，打算計畫搶奪阿魯弗雷德的勳章。不過在黑色兄弟的幫助下，搶回的碧安卡，在義大利國王(維多里歐‧艾曼紐勒二世)的出席的晚宴中，在阿魯弗雷德的面前陰謀全部曝了光，與丈夫一起被逮捕了。
葛利索
配音員：江川央生
莫里齊奧的隨從。
藍伯特
配音員：山野井仁
莫里齊奧雇用的保鑣之一。看起來強而有力，不過被喬邦尼一下子就給制服了。
羅德里哥
配音員：鈴木勝美
莫里齊奧雇用的保鑣之一。
安東尼奧‧路易尼
配音員：小村哲生
在貧窮的家庭裡以便宜的價錢買下孩子，在都市以作為煙囪清潔工以高價販賣的壞人。有著驚人的眼力與手段，還有想要得到那孩子的陰險個性，就放火燒了羅密歐家的稻田。在去米蘭的途中在差一點就溺斃了水裡，被羅密歐所救，之後被認為是改過向善了，但是最終回還是繼續做著人口販子的樣子。
里索
配音員：稻葉實
洛卡諾城鎮裡以山鼠的名字經營的酒店。只不過那是臨時的偽裝，他的本職是做人口販子的工作，死神的朋友。
妙賽塔
配音員：阿部道子/(台)李明幸(TVBS-G)
與雷索一起協助人口販子的女人。
巴雷西
配音員：徳丸完
洛卡諾城鎮的名醫。有很好的醫術把羅伯特的傷給治好了，只是診察費很貴。
東尼奧
配音員：山下啟介
經營蘋果園的農夫。在馬車上的蘋果有短少的時候，誤認為恰巧經過的羅密歐是偷蘋果的小偷。
馬契羅
配音員：真山亞子
東尼奧的兒子。是偷蘋果的小偷。
歐摩洛
配音員：山田義晴
誣賴阿魯弗雷德的小偷。
卡尼洛
配音員：岸野一彥
洛卡諾日報的新聞記者。不過也有兼任賣報紙。
漢娜
配音員：冬馬由美
卡尼諾的女兒，做著新聞記者與賣報紙的工作，非常的賣力而漂亮的接手父親的工作。
李奧
配音員：佐藤浩之
在洛卡諾日報工作的新聞記者。不知道與漢娜是不是戀人？
露琪安娜
配音員：野田順子
在鬼故事中出現的女孩子。
旁白
配音員：池田昌子/(台)李明幸(TVBS-G)
本故事的解說員。擔任解說故事的部份。

### 動物們
皮克羅
羅密歐的朋友，從一開始就和他一起到米蘭的雪白色的貂。在結局的時候幾乎沒有出場，反倒是描寫牠的子孫出場(白貂在夏天時毛是茶色的，在阿爾卑斯物語 我的安妮特裡丹尼爾的白貂克勞斯的選項裡已經解說過了)。
米開蘭基羅
在洛卡諾的城鎮裡被稱為第一名的雜耍師的熊。擅長是站在滾桶上。
帕爾莫
羅西師傅家飼養的貓咪。不過好像都是安賽摩在照料牠。
克麗奧佩特拉（埃及豔后）
瑪德拉家裡所飼養的狗。是隻很老實的狗，然而他有撿發光物品的壞習慣。
巴克斯
伊莎貝拉所飼養的狗兒。犬種是茶色的杜伯曼犬，看起來有點恐怖，向來對伊莎貝拉非常親近。

## 原作
- 原作主角的名字是喬治歐。原作裡沒並有描寫安潔麗塔與阿爾弗雷德的秘密的一切，最後喬治歐他們從米蘭逃出並撿回一條命，後半部是與動畫完全不同的故事。對於動畫裡的友情故事，原作裡是描寫者販賣少年與嚴苛的工作的作品。

## 主題歌、插入歌
- 片頭曲『飛向天空…』(空へ…,第1話~第33話)
  - 作詞：佐藤亞里須、歌：笠原弘子、作曲：岩崎琢、編曲：若草惠
- 片尾曲『Si Si Chao～在羅馬那的山丘上～』(Si Si Chao～ロマナの丘で～,第1話~第33話)
  - 作詞：佐藤亞里須、歌：笠原弘子、作曲：岩崎琢、編曲：若草惠
- 插入歌1『因為有你』(君がいるから)
  - 作詞：佐藤亞里須、歌：藤田淑子、作曲：清岡千穗、編曲：若草惠
- 插入歌2『傾聽你的話』
  - 作詞：前田耕一郎、歌：川村萬梨阿、作曲：若草惠、編曲：若草惠
- 插入歌3『英雄的進行曲』(英雄のマーチ)
  - 作詞：島田滿、歌：折笠愛、藤田淑子、高乃麗、柊美冬、岩永哲哉、岡野浩介、作曲：若草惠、編曲：若草惠
- 插入歌4『Only Truth』
  - 作詞：佐藤亞里須、歌：折笠愛、岡村明美、作曲：赤鹽正樹、編曲：若草惠
- 插入歌5『往眼淚的那一方』(淚の向こうへ)
  - 作詞：佐藤亞里須、歌：折笠愛、作曲：岩代太郎、編曲：岩代太郎

## 標題播映表
| 話數 | 日文標題 | 中文標題(華視)   | 中文標題(DVD)           | 播映日         | 腳本   | 分鏡       | 演出     | 作畫監督         |
| ---- | -------- | ---------------- | ----------------------- | -------------- | ------ | ---------- | -------- | ---------------- |
| 1    |          |                  | 阿爾卑斯小村莊的大事件  | 1995年1月15日  | 島田滿 | 楠葉宏三   | 楠葉宏三 | 佐藤好春         |
| 2    |          |                  | 命運的開端/火燄中的家族 | 1995年1月22日  | 島田滿 | 宮下新平   | 宮下新平 | 大城勝、佐藤好春 |
| 3    |          |                  | 再見了 我的故鄉         | 1995年1月29日  | 島田滿 | 楠葉宏三   | 楠葉宏三 | 井上銳、佐藤好春 |
| 4    |          |                  | 畫像上的少年            | 1995年2月5日   | 島田滿 | 楠葉宏三   | 宮下新平 | 大城勝、佐藤好春 |
| 5    |          |                  | 酒吧裡的一夜            | 1995年2月12日  | 島田滿 | 岩本保雄   | 岩本保雄 | 阿部正己         |
| 6    |          |                  | 船沉了 暴風雨中的友情   | 1995年2月19日  | 島田滿 | 楠葉宏三   | 宮下新平 | 井上銳、佐藤好春 |
| 7    |          |                  | 天使住的房子            | 1995年2月26日  | 島田滿 | 松川智充   | 松川智充 | 大城勝、佐藤好春 |
| 8    |          | 天使的禮物       | 天使捎來的禮物          | 1995年3月5日   | 島田滿 | 楠葉宏三   | 楠葉宏三 | 井上銳、佐藤好春 |
| 9    |          | 月夜的情書       | 月夜下的情書            | 1995年3月12日  | 島田滿 | 佐佐木和宏 | 宮下新平 | 大城勝、佐藤好春 |
| 10   |          | 藍天的畫冊       | 藍天的素描本            | 1995年3月19日  | 島田滿 | 有原誠治   | 岩本保雄 | 北崎正浩         |
| 11   |          | 成為朋友         | 來當朋友吧              | 1995年4月23日  | 島田滿 | 松川智充   | 松川智充 | 井上銳、佐藤好春 |
| 12   |          | 消失在迷霧的街道 | 消失在迷霧的街頭        | 1995年4月30日  | 島田滿 | 橫田和善   | 宮下新平 | 大城勝、佐藤好春 |
| 13   |          | 地下水道的重逢   | 在地下水道再會          | 1995年5月7日   | 島田滿 | 楠葉宏三   | 楠葉宏三 | 井上銳、佐藤好春 |
| 14   |          | 逃離險境         | 逃啊 快點               | 1995年5月14日  | 島田滿 | 楠葉宏三   | 楠葉宏三 | 大城勝、佐藤好春 |
| 15   |          | 火的誓言         | 點火 十一人的誓言       | 1995年5月21日  | 島田滿 | 松川智充   | 楠葉宏三 | 井上銳、佐藤好春 |
| 16   |          | 對手，阿弗雷特   | 敵手是阿爾弗雷特        | 1995年5月28日  | 島田滿 | 橫田和善   | 宮下新平 | 大城勝、佐藤好春 |
| 17   |          | 決鬥             | 聖巴比拉教堂的決鬥      | 1995年6月4日   | 島田滿 | 楠葉宏三   | 楠葉宏三 | 井上銳、佐藤好春 |
| 18   |          | 同心協力         | 團結之歌 響徹黎明       | 1995年6月11日  | 島田滿 | 橫田和善   | 宮下新平 | 大城勝、佐藤好春 |
| 19   |          | 魔法奶奶         | 婆婆是魔女              | 1995年6月18日  | 島田滿 | 松川智充   | 楠葉宏三 | 井上銳、佐藤好春 |
| 20   |          | 泰歐爺爺的玩偶劇 | 得歐爺爺的人偶劇        | 1995年7月2日   | 島田滿 | 橫田和善   | 宮下新平 | 大城勝、佐藤好春 |
| 21   |          | 安麗露塔的秘密   | 安潔麗塔的秘密          | 1995年7月9日   | 島田滿 | 楠葉宏三   | 楠葉宏三 | 井上銳、佐藤好春 |
| 22   |          | 祖孫相見         | 見到奶奶了              | 1995年8月6日   | 島田滿 | 楠葉宏三   | 宮下新平 | 大城勝、佐藤好春 |
| 23   |          | 再見天使         | 再見了 我的天使         | 1995年8月13日  | 島田滿 | 楠葉宏三   | 宮下新平 | 井上銳、佐藤好春 |
| 24   |          | 手足分離         | 被鎖定的兄妹            | 1995年8月20日  | 島田滿 | 橫田和善   | 宮下新平 | 大城勝、佐藤好春 |
| 25   |          | 兄妹相會         | 再會,比安卡與阿爾弗雷特 | 1995年8月27日  | 島田滿 | 楠葉宏三   | 楠葉宏三 | 井上銳、佐藤好春 |
| 26   |          | 驕傲的靈魂       | 高傲的靈魂              | 1995年9月3日   | 島田滿 | 橫田和善   | 宮下新平 | 大城勝、佐藤好春 |
| 27   |          | 漫長的一天       | 冗長一日的開始          | 1995年9月10日  | 島田滿 | 楠葉宏三   | 楠葉宏三 | 井上銳、佐藤好春 |
| 28   |          | 貴公子阿佛雷特   | 貴公子阿爾弗雷特        | 1995年9月17日  | 島田滿 | 橫田和善   | 宮下新平 | 大城勝、佐藤好春 |
| 29   |          | 永遠的阿佛雷特   | 永遠的阿爾弗雷特        | 1995年10月22日 | 島田滿 | 楠葉宏三   | 楠葉宏三 | 井上銳、佐藤好春 |
| 30   |          | 最後的誓言       | 最後的誓言              | 1995年10月29日 | 島田滿 | 橫田和善   | 宮下新平 | 大城勝、佐藤好春 |
| 31   |          | 真正的寶物       | 真正的寶物              | 1995年12月3日  | 島田滿 | 宮下新平   | 宮下新平 | 佐藤好春         |
| 32   |          | 溫馨聖誕節       | 精彩的聖誕夜            | 1995年12月10日 | 島田滿 | 橫田和善   | 西田健一 | 佐藤好春         |
| 33   |          | 飛向藍天         | 乘著自由的翅膀/飛向天空 | 1995年12月17日 | 島田滿 | 楠葉宏三   | 楠葉宏三 | 井上銳、佐藤好春 |

## 播放電視台

#### 播放電視台
| 富士電視台 星期日 19:30-20:00 節目(世界名作劇場) | 富士電視台 星期日 19:30-20:00 節目(世界名作劇場) | 富士電視台 星期日 19:30-20:00 節目(世界名作劇場) |
| ------------------------------------------------ | ------------------------------------------------ | ------------------------------------------------ |
|                                                  | 羅密歐的藍天 （1995年1月15日－12月17日）         |                                                  |
| 七海的堤可                                       | 名犬萊西                                         |                                                  |

| 華視 星期四 16:30－17:00 節目,7月起改為16:45－17:15 | 華視 星期四 16:30－17:00 節目,7月起改為16:45－17:15 | 華視 星期四 16:30－17:00 節目,7月起改為16:45－17:15 |
| --------------------------------------------------- | --------------------------------------------------- | --------------------------------------------------- |
|                                                     | 羅密歐的藍天 （1997年3月13日－11月13日）            |                                                     |
| 不明                                                | 愛天使傳說 （1997年11月20日－1998年12月11日）       |                                                     |

## 外部連結
- （中文）自由電子報關於麗莎‧泰茲納的報導 （页面存档备份，存于）
- 互联网电影数据库（IMDb）上《羅密歐的藍天》的资料（英文）